# NGC 518
NGC 518 је спирална галаксија у сазвежђу Рибе која се налази на NGC листи објеката дубоког неба.
Деклинација објекта је + 9° 19' 51" а ректасцензија 1h 24m 17,7s. Привидна величина (магнитуда) објекта NGC 518 износи 13,4 а фотографска магнитуда 14,3. NGC 518 је још познат и под ознакама UGC 952, MCG 1-4-49, CGCG 411-47, PGC 5161.